# Estación de Dolores Hidalgo
Dolores Hidalgo fue una estación de trenes que se encuentra en Dolores Hidalgo, Guanajuato.

## Historia
La estación fue edificada en terrenos que fueron de la Hacienda del Rincón, cuya compra fue la antigua Compañía de los Ferrocarriles Nacionales de México, esta compra se formalizó mediante una escritura del 22 de junio de 1910. La construcción de la línea fue llevada a cabo por la Compañía Constructora Nacional Mexicana que posteriormente se consolidó como Compañía del Camino de Fierro Nacional Mexicana.